# Litochila sinensis
Litochila sinensis är en stekelart som beskrevs av Kaur 1988. Litochila sinensis ingår i släktet Litochila och familjen brokparasitsteklar. Inga underarter finns listade i Catalogue of Life.